# Arachosia puta
Arachosia puta là một loài nhện trong họ Anyphaenidae.
Loài này thuộc chi Arachosia. Arachosia puta được Octavius Pickard-Cambridge miêu tả năm 1892.